# Arnold Lunn

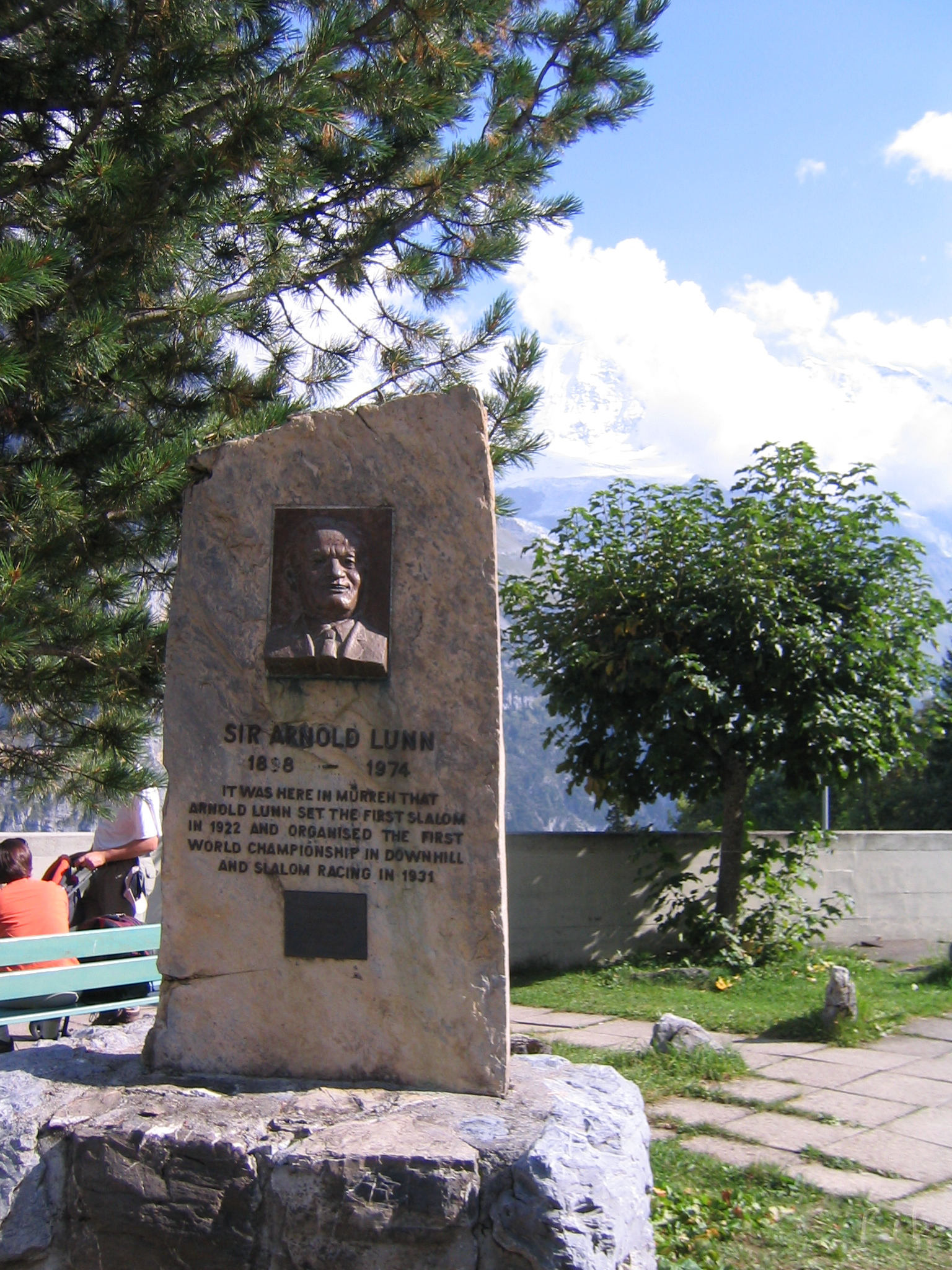
Arnold Lunn-Denkmal in Mürren. Der Text lautet: „Arnold Lunn setzte hier 1922 den ersten Slalomlauf und organisierte 1931 die erste Weltmeisterschaft für Abfahrt und Slalom.“ Das Geburtsjahr 1898 auf dem Denkmal ist falsch.

Sir Arnold Lunn (* 18. April 1888 in Madras, Indien; † 2. Juni 1974 in London, England) war ein britischer Skiläufer, Bergsteiger und Schriftsteller. Er gilt als Pionier des modernen alpinen Skisports.

## Biografie
Sein Vater Henry Simpson Lunn (1859–1939) war methodistischer Priester und Begründer des Reiseunternehmens Lunn's Travel Agency, das sich später zu Lunn Poly wandelte und heute ein Teil des TUI-Konzerns ist.
Der junge Arnold Lunn studierte am Balliol College der Universität Oxford. Er war ein passionierter Bergsteiger und gründete 1909 den Oxford University Mountaineering Club. Da das Unternehmen seines Vaters damals auch Wintersportreisen in die Schweiz organisierte, war Arnold Lunn häufig dort anwesend, insbesondere in Mürren im Berner Oberland. Dort lernte er bei Walter Amstutz das Skifahren. Die Männerfreundschaft hielt das ganze Leben. Lunn wurde bald ein bekannter Skiläufer und entwickelte, wahrscheinlich zusammen mit Amstutz, die modernen Regeln der Abfahrt und des Slaloms, die 1921 bzw. 1922 bei den britischen Landesmeisterschaften in Mürren erstmals zur Anwendung kamen und 1928 vom Weltverband FIS übernommen wurden. Ebenfalls 1928 führte er in St. Anton am Arlberg zusammen mit Hannes Schneider das erste Arlberg-Kandahar-Rennen durch. Lunn war auch Organisator der ersten Alpinen Skiweltmeisterschaften in Mürren.
Ursprünglich teilte Lunn den methodistischen Glauben seines Vaters und sprach sich in seinen frühen Jahren sogar öffentlich gegen den Katholizismus aus. Nach einem Gespräch mit dem Theologen und Kriminalschriftsteller Ronald Knox änderten sich seine religiösen Ansichten immer mehr und er konvertierte 1933 zum katholischen Glauben, den er früher verdammt hatte. Er schrieb zahlreiche katholische apologetische Werke. Diese fanden bei katholischen Schriftstellerkollegen wie Hilaire Belloc großen Anklang. 1968 wurde Lunn in die U.S. Ski Hall of Fame aufgenommen.
Arnold Lunn war mit Mabel Stafford Northcote, einer Enkeltochter von Stafford Northcote, 1. Earl of Iddesleigh, verheiratet. Ihr gemeinsamer Sohn Peter Lunn war ebenfalls im Skisport aktiv.

## Werke (Auswahl)
- The Mountains of Youth (1924) (deutsch 1940: Die Berge meiner Jugend)
- Switzerland and the English (1944) (deutsch 1947: Die Schweiz und die Engländer)
- Mountains and Memory (1948)
- The Story of Skiing (1952)
- The Kandahar Story (1969)